# Herpailurus yagouaroundi
Il giaguarondi, detto anche yaguarondi, yaguarabundi o yaguarundi (Herpailurus yagouaroundi (É. Geoffroy Saint-Hilaire, 1803)) è un felide di medie dimensioni diffuso dal Messico al Sudamerica.

## Etimologia
In passato gli studiosi ritenevano che le due forme cromatiche di questo animale fossero due specie distinte; quella grigia era nota come yaguarondi e quella rossa come eyrá. In alcuni Paesi di lingua spagnola il giaguarondi viene chiamato leoncillo, cioè «piccolo leone». Tra gli altri nomi comuni spagnoli con cui la specie viene indicata ricordiamo gato colorado, gato moro, león brenero, onza e tigrillo.
Tra i Maya della penisola dello Yucatán il giaguarondi è noto come emuch.

## Descrizione

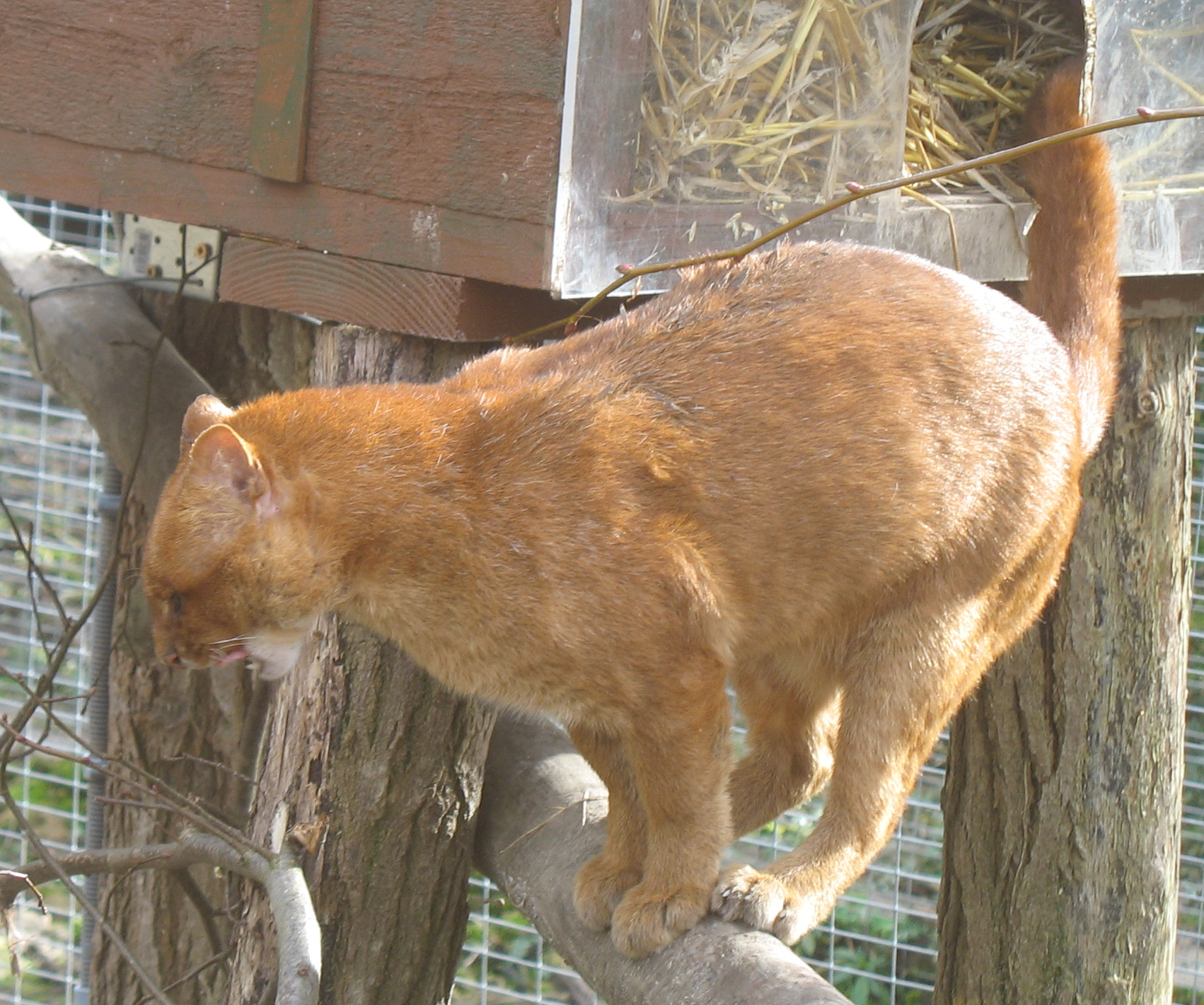
Forma cromatica rossa.

Il giaguarondi ha un aspetto molto caratteristico, con zampe relativamente corte, un corpo  snello e coda molto lunga. Presenta una lunghezza testa-corpo di 53-73,5 cm (esclusa la coda di 27,5-59 cm) per un peso di 3,0-7,6 kg nei maschi e di 3,0-7,0 kg nelle femmine. La testa è relativamente piccola, allungata e schiacciata, con un caratteristico profilo smussato, dal «naso aquilino» e orecchie arrotondate, ben distanziate tra loro. Il giaguarondi è il meno maculato tra tutti i piccoli felidi, con pelliccia corta, liscia, di colore uniforme e quasi priva di segni, fatta eccezione per alcune rare striature e zone chiare sulla faccia e talvolta segni deboli sul lato interno degli arti; anche i dorsi delle orecchie sono privi di macchie. I cuccioli esibiscono a volte delle macchie sul petto o sul ventre, che in genere scompaiono o diventano indistinte con l'età adulta. Il giaguarondi ha due morfi distinti, in passato considerati specie separate: uno grigio-ferro, di tonalità dall'ardesia chiaro al grigio-nerastro scuro, e uno marrone-rossiccio con toni dal fulvo pallido al mattone intenso, spesso con muso e mento bianchi. Il morfo rossiccio tende a essere più comune in habitat secchi e aperti. Sono segnalati casi di melanismo, ma anche gli esemplari più scuri non sono mai completamente neri e spesso hanno testa e gola distintamente più chiare. Una stessa cucciolata può comprendere individui di entrambi i morfi.
Si distingue da tutti gli altri felidi neotropicali. Per il suo aspetto insolito è spesso paragonato a una martora, una lontra o una donnola, e ricorda superficialmente anche un tayra, un mustelide neotropicale. Gli individui fulvi hanno un colore simile a quello del puma, specie molto più grande.

## Distribuzione e habitat
Il giaguarondi è diffuso dalle pianure orientali e occidentali del Messico settentrionale attraverso tutta l'America centrale e meridionale fino al Brasile sud-orientale e all'Argentina centrale. La presenza in Uruguay è incerta. In passato si trovava anche negli Stati Uniti, nell'estremo sud del Texas, con l'ultima segnalazione relativa a un animale investito su una strada presso San Benito, Texas, nel 1986. Non vi sono prove di una sua presenza storica in Arizona o in Florida, nonostante segnalazioni occasionali. Il giaguarondi vive principalmente in pianura, in genere fino a 2000 m, e occupa la più ampia gamma di habitat tra tutti i piccoli felidi neotropicali. Si trova infatti in tutti i tipi di foresta secca e umida, in savane alberate, savane umide subalpine, paludi, macchia semi-arida, chaparral e praterie dense, ma è stato segnalato persino a 3200 m nella foresta nebulosa colombiana. Il giaguarondi tollera gli habitat aperti ma evita le aree prive di copertura. Può vivere in zone modificate o recuperate dall'uomo a condizione che offrano ricca copertura e alte densità di roditori, per esempio in pascoli con arbusti, mosaici di vecchi campi e foreste secondarie, e anche piantagioni di eucalipto, pino e palma da olio.

## Biologia

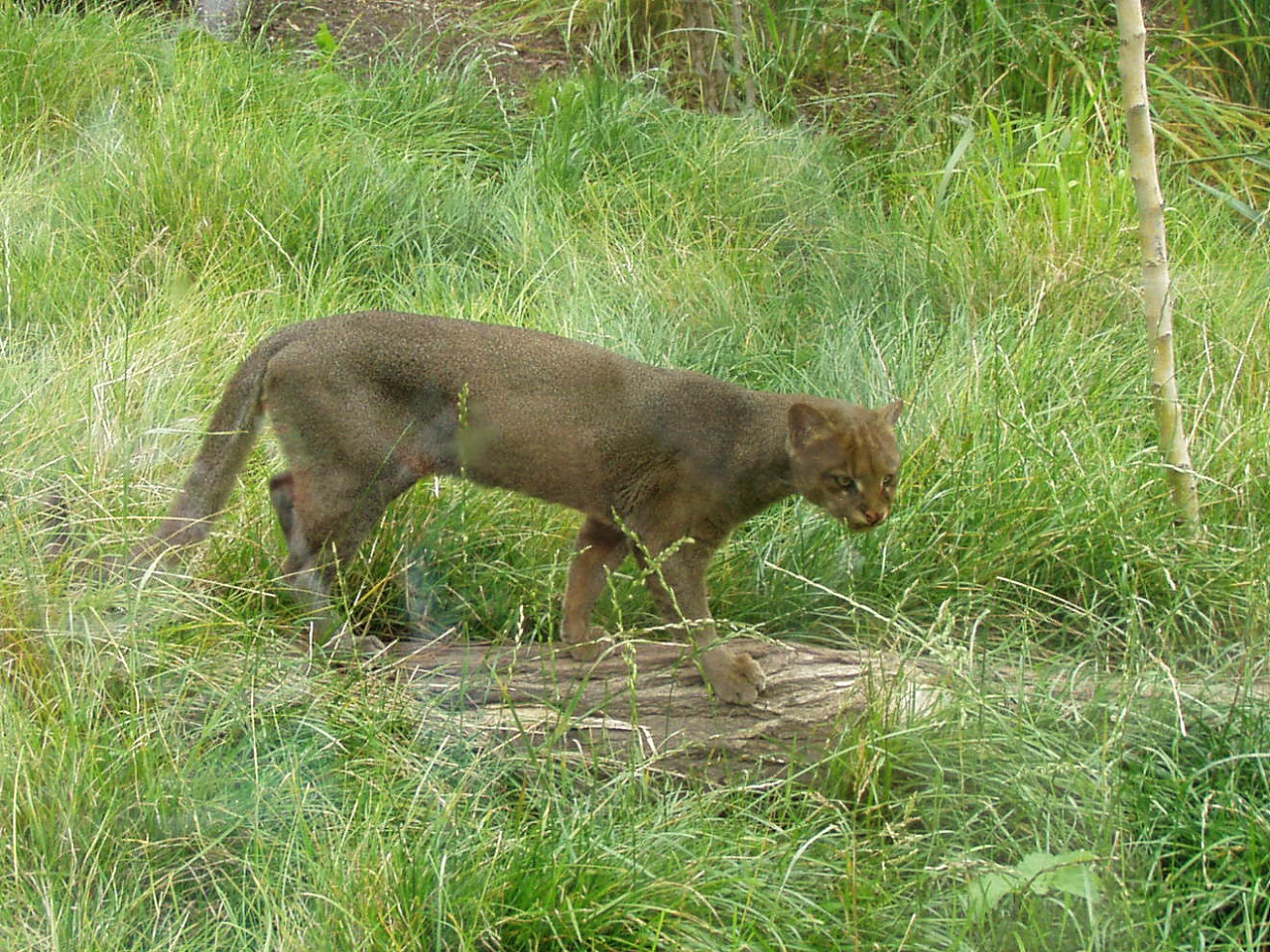
Forma cromatica grigia.

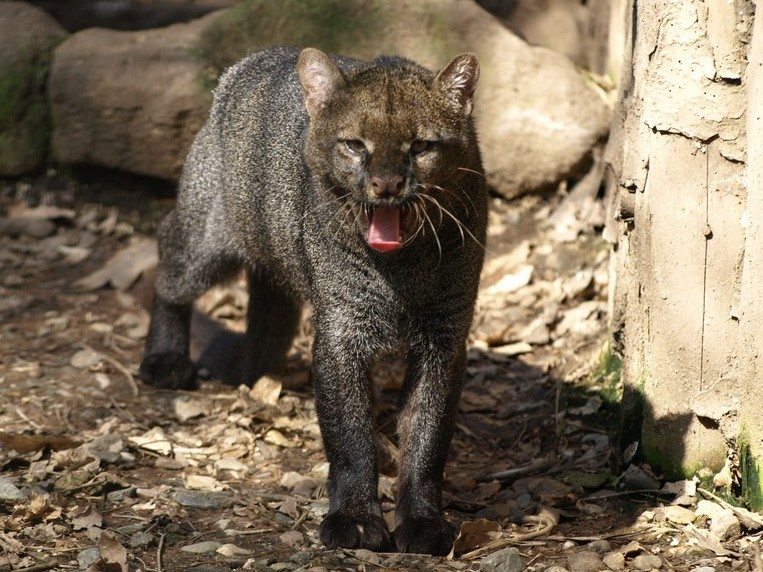
Un giaguarondi nello zoo di Děčín (Repubblica Ceca).

Diversamente da molti altri felini, il giaguarondi è un animale prevalentemente diurno, attivo più nelle ore centrali della giornata che la sera o la notte. Si muove agilmente tra i rami degli alberi, ma preferisce cacciare al suolo. Si nutre di quasi qualsiasi animale riesca a catturare, generalmente roditori, piccoli rettili e uccelli che si nutrono sul terreno. È stato visto anche uccidere prede più grandi, come conigli e opossum; in alcuni casi cattura anche pesci e perfino uistitì. La sua dieta, come quella di molti altri felini, comprende anche piccole quantità di vegetali e artropodi.
Nonostante in cattività si dimostri più gregario di molti altri felini, tollerando la presenza stretta di altri membri della sua specie, in natura si incontra quasi sempre da solo, il che fa supporre che abbia uno stile di vita solitario. A seconda dell'ambiente naturale, le dimensioni del suo territorio variano molto, dai 6,8 ai 100 km².

### Riproduzione
Gli studiosi non hanno ancora scoperto quali mesi siano deputati alla riproduzione, ma è probabile che il giaguarondi si riproduca in qualsiasi periodo dell'anno. La femmina va in estro per tre-cinque giorni, durante i quali segnala la sua recettività rotolandosi sul dorso e lasciando in giro schizzi di urina. Dopo una gestazione di 70-75 giorni, partorisce da uno a quattro piccoli all'interno di una tana costruita nel fitto della boscaglia, nella cavità di un albero o in luoghi simili.
Alla nascita i piccoli hanno il dorso ricoperto da una serie di macchie, le quali scompaiono con l'età. Verso le sei settimane sono in grado di mangiare cibi solidi, sebbene inizino a giocare con le prede catturate dalla madre già all'età di tre settimane. Il giaguarondi raggiunge la maturità sessuale intorno ai due anni e in cattività può vivere fino a dieci anni.

## Tassonomia ed evoluzione
Il parente più prossimo del giaguarondi è il puma, con un antenato comune risalente a circa 4,2 milioni di anni fa. Alcuni autori li classificano entrambi nel genere Puma, ma il giaguarondi viene solitamente collocato nel proprio genere Herpailurus, data la notevole distanza genetica e le differenze morfologiche esistenti tra le due specie. Le sottospecie descritte sono otto:
- H. y. yagouaroundi (É. Geoffory Saint-Hilaire, 1803), diffusa nel Venezuela orientale, nelle Guyane e nel Brasile nord-orientale[3];
- H. y. ameghinoi (Holmberg, 1898), diffusa in Argentina;
- H. y. cacomitli (Berlandier, in Baird, 1859), diffusa nel Messico orientale e, verso nord, fino al Texas meridionale;
- H. y. eyra (G. Fischer, 1814), diffusa nel Brasile meridionale, in Paraguay e nell'Argentina settentrionale, nella provincia di Misiones e nelle regioni della Mesopotamia argentina e del Chaco;
- H. y. fossata (Mearns, 1901), diffusa in Honduras, Belize, Guatemala e Yucatán (Messico);
- H. y. melantho (Thomas, 1914), diffusa nelle vallate andine del Perù;
- H. y. panamensis (J. A. Allen, 1904), diffusa dalle regioni occidentali della Colombia (e forse dell'Ecuador) fino a Panama e Costa Rica;
- H. y. tolteca (Thomas, 1898), diffusa dal Messico occidentale fino all'Arizona meridionale[7].

Tuttavia, recenti analisi molecolari su 44 giaguarondi selvatici di nove paesi mostrano una scarsa differenziazione genetica lungo l'intero areale, pertanto la specie viene attualmente considerata monotipica.

## Conservazione
Questo felino non è mai stato cacciato intensamente per lo scarso interesse per la sua pelliccia, ma ha comunque avuto un forte declino a causa della perdita dell'habitat. Secondo il Dipartimento della Natura e dei Parchi del Texas è da imputarsi proprio a quest'ultima causa la diminuazione di individui di giaguarondi nel Texas meridionale.
Alcuni esemplari di giaguarondi sono stati avvistati nei dintorni del Centro Spaziale della Guiana, nella Guiana Francese.